# تداعيات الحرب الأهلية السورية في لبنان
بين 2011 و2017، امتد القتال من الحرب الأهلية السورية إلى لبنان حيث سافر معارضو وأنصار المتمردين السوريين إلى لبنان لمحاربة ومهاجمة بعضهم البعض على التراب اللبناني. وصف النزاع السوري بأنه قد أذكى «تجدد العنف الطائفي في لبنان»، مع دعم العديد من مسلمي لبنان السنة المتمردين في سوريا، بينما العديد من الشيعة قد دعموا الأسد، الذي توصف أقليته العلوية عادة كفرع للإسلام الشيعي. ونتجت عمليات القتل، اضطرابات، وحوادث اختطاف المواطنين الأجانب في أنحاء لبنان.
في أواسط 2011، لقي سبعة أشخاص حتفهم وأصيب 59 بجروح في معركة بين الرجال المسلّحين في طرابلس. في مايو 2012، امتد النزاع إلى بيروت، وفيما بعد إلى جنوب وشرق لبنان، بينما انتشرت القوات المسلّحة اللبنانية في شمال لبنان وبيروت. ابتداء من يناير 2016 كان هناك أكثر من 800 ضحية وتقريبا 3،000 إصابة. بين كتل لبنان السياسية، يدعم تحالف 14 آذار المعادي لسوريا السعودي الدعم المتمردون السوريون، ويدعم تحالف 8 آذار المدعوم من قبل إيران السوري الولاء الحكومة السورية. في 28 أغسطس 2017، انسحبت آخر بقايا داعش وتحرير الشام من لبنان، وأنهت بذلك تداعيات الحرب الأهلية السورية في لبنان.

## الخلفية
منذ ثورة الأرز في عام 2005 وانسحاب القوات السورية المحتلة من البلاد، قسم الطيف السياسي اللبناني بين تحالف 14 آذار المعادي للحكومة السورية، وتحالف 8 آذار الموالي للحكومة السورية. ودعا تحالف 14 آذار، بقيادة تيار المستقبل المسلم السني بشكل رئيسي، الذي يتحالف مع حزب القوات اللبنانية المسيحي الماروني، إلى تقديم المساعدة اللبنانية إلى الجيش السوري الحر واتخاذ موقف أقوى ضد الحكومة السورية.
رفض ذلك من قبل تحالف 8 آذار الحاكم، الذي يتضمن حزب الله الشيعي وحلفاء مثل التيار الوطني الحر الماروني، وغيره. في أغسطس، ذكرت جيروزاليم بوست بأن المحتجين، الغاضبين لدعم حزب الله الحكومة السورية حرقوا علم حزب الله وصور زعيمه حسن نصر الله في العديد من الأماكن في سوريا. واجه المحتجون المؤيدون للحكومة الأعمال بحمل ملصقات نصر الله. ذكر حزب الله أنهم يدعمون عملية الإصلاحات في سوريا وبأنهم أيضا ضد المؤامرات الأمريكية لزعزعة استقرار سوريا والتدخل فيها، وسط تعليقات وزيرة خارجية الولايات المتحدة هيلاري كلينتون على أنه ينبغي أن يكون «واضحا بجلاء لمن يؤيدون نظام الأسد أن أيامه أصبحت معدودة». ذكرت التقارير بأن، «مبيعات أسلحة السوق السوداء في لبنان قد ارتفعت ارتفاعا كبيرا في الأسابيع الأخيرة بسبب الطلب في سوريا». في يونيو 2011، خلفت اشتباكات في مدينة طرابلس اللبنانية بين أعضاء الأقلية العلوية، الموالية للرئيس السوري بشار الأسد، وأعضاء الأغلبية السنية سبع أشخاص قتلى.
عقاب صقر عضو البرلمان من تيار المستقبل شُكَّ فيه لمدة طويلة بأنه يشترك في مساعدة المتمردين في الحرب الأهلية السورية. في بادئ الأمر نفى تورطه، لكن اعترف بذلك عندما نشرت الأخبار أشرطة صوتية له يعقد صفقات الأسلحة مع المتمردين السوريين. ادعى صقر فيما بعد بأن الأشرطة حررت، وبأنه فقط زود سوريون بالحليب والبطانيات.
المتطرفون السنة من طرابلس كانوا يتدفقون لسوريا للانضمام إلى جبهة النصرة. مقاتلو حزب الله نشروا لحماية البلدات الحدودية التي يقطنها شيعة لبنانيين من المتمردين.
حاول الجيش اللبناني أن ينأى بنفسه عن الصراع الدائر في سوريا، ومنع الاشتباكات داخل لبنان.

## معرض صور

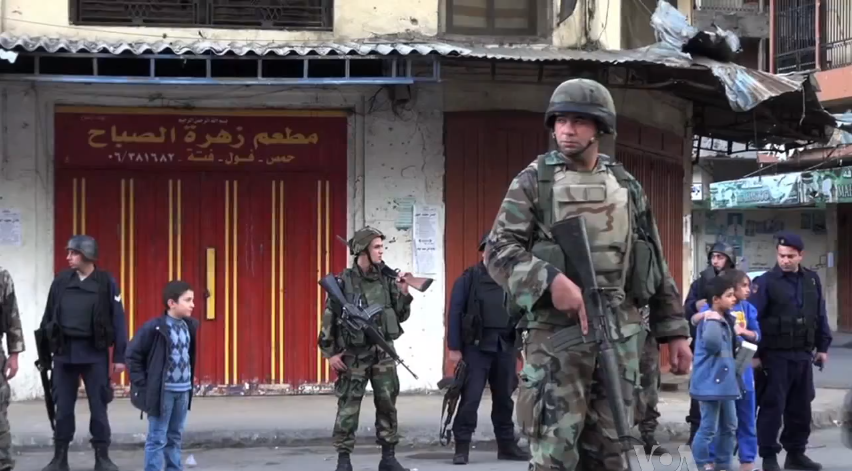